# Hugo Leichtentritt
Hugo Leichtentritt (Poznań, 1º gennaio 1874 – Cambridge, 13 novembre 1951) è stato un filosofo, scrittore, compositore e musicologo polacco.

## Biografia
All'età di quindici anni, Leichtentritt e la sua famiglia si trasferirono negli Stati Uniti, dove egli frequentò la scuola secondaria a Somerville, nel Massachusetts, e, rientrato in Europa, studiò alla Hochschule für Musik di Berlino. Successivamente ha studiato musica all'Università di Harvard di Cambridge come allievo di John Paine, il primo a istituire un simile corso alla prestigiosa Università di Boston; completò gli studi nel 1894 in Germania presso la Royal Academy di Berlino. 
Si è laureato in filosofia nel 1901 ottenendo il dottorato con la dissertazione sulle opere di Reinhard Keiser intitolata: Reinhard Keiser in seinen Opern.
Dal 1901 al 1924 ha lavorato come insegnante di composizione, storia musicale ed estetica al Conservatorio Klindworth-Scharwenka. Nello stesso periodo ha lavorato come giornalista scrivendo recensioni musicali per il giornale Universal Music Vossische e fu corrispondente per il New Yorker Musical Courier e per il London Musical Times.
Come redattore ha collaborato negli anni '20 anche alla Deutsche Allgemeine Zeitung. Nel biennio 1917-1918 ha prestato servizio nell'esercito tedesco come scrittore e successivamente ha tenuto lezioni di composizione a Berlino, quasi esclusivamente come insegnante privato.
Essendo ebreo, nel 1933 fu costretto a lasciare la Germania ed emigrare negli Stati Uniti, dove si stabilì a Cambridge nel Massachusetts fino al suo pensionamento nel 1940, quando decise di insegnare all'Università di Harvard, e effettuò conferenze  fino al 1944 alla Università di New York.
Oltre alla carriera universitaria, Leichtentritt compose un buon numero di musiche orchestrali, da camera e corali e curò nuove edizioni delle opere di Praetorius, di Monteverdi e di Schenk.
In qualità di storico, approfondì i suoi studi sul mottetto, sul madrigale e sull'opera tedesca, ma seguì anche la musica contemporanea con grande interesse. Tra le sue pubblicazioni si annoverano: Chopin (1905), Geschichte der Mottette (1908), Musik, Formenlehre (1911), Ferruccio Busoni (1916), Haendel (1924).

## Pubblicazioni
- Ein Urahne des Berliozschen Requiem, in Allgemeine Musikalische Zeitung, 30, 1903, p. 677–681;
- Über Pflege alter Vokalmusik, in Zeitschrift der internationalen Musikgesellschaft, 6, 1904/05, p. 192–202;
- Aufführungen älterer Musik in Berlin, in Zeitschrift der internationalen Musikgesellschaft, 7, 1905/06, p. 368–372;
- The Renaissance Attitude toward Music, in Musical Quarterly, 1, 1915, p. 604–622;
- Die Quellen des Neuen in der Musik, in Melos, 1, 1920, p. 28–33;
- Nationalism and Internationalism in Music, in Sackbut, 2, 1921/22, Heft 12, p. 13–16;
- Philipp Jarnach, in Musikblätter des Anbruch, 5, 1923, p. 258–262;
- Das Händelsche Opernwerk, in Die Musik, 16, 1923/24, p. 551–557;
- German Music of the Last Decade, in The Musical Quarterly, 10, 1924, p. 193–218;
- Harmonic Daring in the 16th Century, in Modern Music, 5, 1927/28, Heft 1, p. 12–21;
- Schönberg and Tonality, in Modern Music, 5, 1927/28, Heft 4, p. 3–10;
- Schubert’s early operas, in The Musical Quarterly, 14, 1928, p. 620–638;
- Arnold Schönberg's op. 19, in Die Musik, 25, 1932/33, p. 405–412;
- Bartok and the Hungarian Folk-Song, in Modern Music, 10, 1932/33, p. 130–139;
- Handel’s Harmonic Art, in The Musical Quarterly, 21, 1935, p. 208–223;
- On Editing Netherlands Music, in Musical Mercury, 2, 1935, p. 5–11;
- On the Prologue in Early Opera, in Papers of the American Musicological Society, 1936, p. 88–95;
- The Reform of Trent and Its Effect on Music, in: The Musical Quarterly, 30, 1944, p. 319–328.